# Dunatetétlen
Dunatetétlen (kroatisch Tatilan) ist eine ungarische Gemeinde im Kreis Kalocsa im Komitat Bács-Kiskun.

## Geographische Lage
Dunatetétlen liegt 27 Kilometer nordöstlich der Kreisstadt Kalocsa, an dem Kanal Nagy-éri-csatorna. Nachbargemeinden sind Solt, Harta und Akasztó.

## Sehenswürdigkeiten
- Brücke (Téglaboltozatú híd)
- Römisch-katholische Kirche Krisztus Király
- Schloss Teleki (Teleki-kastély)

## Verkehr
Durch die Gemeinde verläuft die Hauptstraße Nr. 53. Der nächstgelegene Bahnhof befindet sich 16,5 Kilometer nordöstlich in Fülöpszállás.